# Cantón de La Rochette
El cantón de La Rochette (en francés canton de La Rochette) era una división administrativa francesa, que estaba situada en el departamento de Saboya y la región de Ródano-Alpes.

## Composición
El cantón estaba formado por catorce comunas:
- Arvillard
- Bourget-en-Huile
- Détrier
- Étable
- La Chapelle-Blanche
- La Croix-de-la-Rochette
- La Rochette
- La Table
- La Trinité
- Le Pontet
- Le Verneil
- Presle
- Rotherens
- Villard-Sallet

## Supresión del cantón de La Rochette
En aplicación del decreto nº 2014-272 del 27 de febrero de 2014, el cantón de La Rochette fue suprimido el 1 de abril de 2015 y sus 14 comunas pasaron a formar parte del cantón de Montmélian.